# Texún
Texún är en ort i Mexiko.   Den ligger i kommunen Cuyamecalco Villa de Zaragoza och delstaten Oaxaca, i den sydöstra delen av landet, 290 km sydost om huvudstaden Mexico City. Texún ligger 1 496 meter över havet och antalet invånare är 143.
Terrängen runt Texún är mycket bergig, och sluttar norrut. Runt Texún är det ganska glesbefolkat, med 38 invånare per kvadratkilometer. Närmaste större samhälle är Huautla de Jiménez, 16,8 km norr om Texún. I omgivningarna runt Texún växer i huvudsak städsegrön lövskog.